# Dancé (Loira)
Dancé era una comuna francesa que estaba situada en el departamento de Loira, de la región de Auvernia-Ródano-Alpes que el 1 de enero de 2019 pasó a formar parte de la comuna nueva de Vézelin-sur-Loire como comuna delegada.

## Demografía
| Gráfica de evolución demográfica de Dancé entre 1800 y 2016 |
|                                                             |

Los datos demográficos contemplados en este gráfico de la comuna de Dancé se han cogido de 1800 a 1999 de la página francesa EHESS/Cassini, y los demás datos de la página del INSEE.